# ドラゴゲリオンZ (お笑いコンビ)
ドラゴゲリオンZ（ドラゴゲリオンゼット）はR藤本と桜 稲垣早希による日本のお笑いコンビ。両者共によしもとクリエイティブエージェンシー所属。2014年結成。通称「ドラゴゲリオン」。

## 概要
2014年4月27日からニコニコ生放送で『新生紀ドラゴゲリオンZ』が開始されるにあたって結成された。コンビ名は番組名から「ドラゴゲリオンZ」とつけられた。
コンビ結成は稲垣早希から提案され、R藤本がこれを了承した。正式なコンビとして届け出たが吉本上層部の許可が下りなかった為ユニットコンビとして活動をしており、正式なコンビでないと出場できない「THE MANZAI」や「キングオブコント」といった賞レース出場は断念していたが、活動から1年経った2015年には「キングオブコント」と「M-1グランプリ」に出場している。
2018年4月、稲垣早希が大阪から上京して活動拠点を東京に移す。それまでは個々の活動はR藤本は東京、稲垣早希は大阪で行っていた。
R藤本によれば、自身と『新生紀ドラゴゲリオンZ』番組構成作家との間での方向性の違いなどが発端となり、2020年8月23日に『新生紀ドラゴゲリオンZ』は番組終了。これに伴い、ドラゴゲリオンZ（ベジータとアスカ）としてのコンビ活動はなくなり、事実上の活動停止状態。ただし、R藤本と稲垣自体は『GuuGoo』などで共演を続けている。

## メンバー
R藤本（アールふじもと、1981年3月16日 - ）
- 漫才の立ち位置は向かって右。
- 「ドラゴンボール」の「ベジータ」のキャラクターになりきりネタを行う。

桜 稲垣早希（さくら いながきさき、1983年12月27日 - ）
- 漫才の立ち位置は向かって左。
- 「新世紀エヴァンゲリオン」の「惣流・アスカ・ラングレー」のキャラクターになりきりネタを行う。

## 略歴
- 2014年4月27日からレギュラー冠番組『新生紀ドラゴゲリオンZ』が放送開始[4]。
- 2014年5月25日にmixi主催のN-1グランプリ2014で決勝トーナメント進出[13]。
- 2014年6月14日からヨシモト∞ホールで月1のライブ「新生紀ドラゴゲリオンZ劇場版」が開始[14]。
- 2018年12月9日の開催で『新生紀ドラゴゲリオンZ劇場版』がリニューアルのため一旦休止した[15]。
- 2020年8月23日に『新生紀ドラゴゲリオンZ』が最終回を迎えた[10]。

## 芸風
「ベジータ」と「アスカ」のキャラになりきって漫才、コントを行う。
ボケ・ツッコミの役割が固定しておらず、シチュエーションによってボケ・ツッコミが変わる「ダブルボケ」スタイル。
ネタ以外のフリートークではR藤本は「ベジータ」のキャラのままだが、稲垣早希は「アスカ」のキャラではなく「稲垣早希」として振る舞う。

## 出演
ドラゴゲリオンZとしての出演番組を記載。ピンでの出演作品はR藤本と桜 稲垣早希の項目を参照。

### インターネット番組

#### ニコニコ生放送
過去のレギュラー
- 新生紀ドラゴゲリオンZ[注 3]（2014年4月27日 - 2020年8月23日）※毎月2回放送[注 4]

単発
- N-1グランプリ2014 -presented by mixi-（準決勝、2014年5月18日/決勝、2014年5月25日[13]）
- YOSHIMOTO TOWN2014 ～生放送～
  - ～25時間生放送 第2回～（2014年9月27日）
  - ルミネtheよしもと出張版～爆笑ネタライブ～（2014年11月17日）

#### その他ネット番組
- マックスむらいの公式YouTubeチャンネル動画に出演
  - ベジータ様(R藤本)とエヴァ芸人 稲垣早希ちゃんがAppBankにやってきた!!シリーズ（2016年8月22日 - 2016年8月28日）※毎日更新全7回

## 舞台
ドラゴゲリオンZとしての舞台出演を記載。ピンでの出演情報はR藤本と桜 稲垣早希の項目を参照。

### 大会
- N-1グランプリ2014（準決勝、新宿シアターモリエール、2014年5月18日/決勝、ヨシモト∞ホール、2014年5月25日）決勝進出
- キングオブコント2015（1回戦、シアターブラッツ、2015年8月2日/2回戦、明治安田生命ホール、2015年8月17日）2回戦進出
- M-1グランプリ2015（1回戦、新宿シアターモリエール、2015年9月27日/2回戦、雷5656会館ときわホール、2015年10月11日[7]）2回戦進出

### イベント
- 新生紀ドラゴゲリオンZ劇場版（2014年6月14日 - 2018年12月9日）※基本ヨシモト∞ホールで毎月1回開催。2016年からは大阪の道頓堀ZAZA、YES THEATERでも開催されている。

- 爆ハリ!（よしもと幕張イオンモール劇場、2014年9月10日）
- 劇団アニメ座ネタバトル～夢の超人タッグ編（新宿文化センター小ホール、2014年10月20日）